# Gracian Černušák
Gracian Černušák, né le 19 décembre 1882 à Ptení et mort le 13 octobre 1961 à Prostějov, est un pédagogue, chanteur, chef de chœur, accompagnateur, critique musical et vulgarisateur, historien de la musique, publiciste, éditeur et lexicographe tchèque. 

## Biographie
Issu d'une famille de musiciens de Haná, il chante, joue du violon, du piano et de l'harmonium ou de l'orgue dès sa jeunesse.
Il chante dans plusieurs chorales. Diplômé du lycée de Kroměříž en 1901, il étudie d'abord le droit à l'université Charles de Prague, d'où il passe à la faculté de philosophie, où il étudie l'histoire et la géographie. Il enseigne ensuite ces deux matières à l'Académie de commerce de Hradec Králové de 1905 à 1918. À Hradec Králové, il travaille également comme pianiste amateur, chef de chœur, accompagnateur et musicien dans un orchestre de chambre amateur.
Juste avant la création de la Tchécoslovaquie en septembre 1918, il est transféré à Brno pour étudier à l'académie locale des métiers.
Il y travaille jusqu'à la fin de sa vie comme critique musical et chroniqueur, notamment dans les Lidové noviny (3139 articles y ont été enregistrés). Il écrit occasionnellement pour d'autres périodiques musicaux et non musicaux (par exemple Lidová demokracie, ou Hudební rozhledy). Il est enterré dans l'allée d'honneur du cimetière central de Brno. 

### Travail de pédagogue
À l'instigation de Leoš Janáček, il enseigne l'histoire générale et l'histoire de la musique au Conservatoire de Brno de 1919 jusqu'au début de la Seconde Guerre mondiale. Il est temporairement mis à la retraite pendant l'occupation nazie. Après la guerre, il continue d'enseigner dans les universités de Brno, à la Académie Janáček de musique et des arts de la scène et à l'université Masaryk, et brièvement à la succursale de Brno de la HAMU.